# Hollywood Records
Pour les articles homonymes, voir Hollywood (homonymie).
Hollywood Records est un label discographique américain, fondé en 1989 par la Walt Disney Company. Les productions du label sont initialement distribués par Elektra Records (filiale de Warner Music Group) aux États-Unis et au Canada, puis en 1995 par PolyGram Records. Depuis 1999, Universal Music Group s'occupe de la distribution des productions du label. Le label publie aussi les bandes-originales des films de Marvel Studios, des séries de ABC Studios ainsi que celles des productions des autres filiales de la Walt Disney Company.

## Histoire

### Création et débuts (1990–1997)

Ancien logo.

En novembre 1990, Hollywood Records signe un contrat avec le groupe Queen pour les États-Unis, celui avec Capitol Records arrivant à son terme tandis qu'EMI conserve le sien pour le reste du monde. Ce contrat provoque une petite révolution dans l'industrie du disque car le label Hollywood Records existait depuis le début de l'année et en dehors de son affiliation avec le groupe de loisirs Disney, il est loin d'être considéré comme une major. Hollywood Records profite alors de cet ajout à son catalogue pour rééditer l'album du groupe Greatest Hits.
En 1991, Hollywood Records réalise une compilation sur 2 CD des best-of de Dave Clark Five baptisée The History of The Dave Clark Five qui restent l'une des deux seules compilations légitimes du groupe. Elle crée aussi un label pour le hip-hop baptisé Hollywood Basic. En août 1994, la société britannique Hollywood Recording Ltd dont l'activité avait cessé depuis octobre 1993 est mise en liquidation. En 1995, Hollywood Basic est intégré à l'actif d'Hollywood Records. En 1997, Hollywood Records lance une division spécialisée dans la musique country : Lyric Street Records.

### Succès (1998–2012)
En 1998, elle est intégrée au Buena Vista Music Group.
Après quelques années de développement, Hollywood Records rencontre le succès en 2003, avec l'album Metamorphosis de Hilary Duff, avec plus de trois millions d'exemplaires vendus aux États-Unis. le lancement de la carrière de Duff représente un nouveau modèle d'affaires pour le label, usant les synergies qui entourent la société, comme Disney Channel ou Radio Disney. les albums de Duff publiés sous Hollywood rencontreront un succès similaire, avec Hilary Duff publié en 2004, et Most Wanted publié en 2005. Un même modèle est utilisé pour promouvoir des stars comme Demi Lovato, Miley Cyrus, Vanessa Hudgens et Selena Gomez dont les productions seront certifiés disque d'or et de platine.
En 2010, Hollywood absorbe les opérations du label Lyric Street Records. En 2011, Queen quitte EMI pour Island Records, dirigé par Universal, avec Hollywood comme distributeur nord-américain.

### Ken Bunt (depuis 2012)
En janvier 2012, après 14 ans de succès, Bob Cavallo se retire de la présidence du groupe, et Ken Bunt est nommé président du groupe. Plusieurs changements sont effectués sous son mandat, notamment le départ à la retraite de cadres de longue date de l'ère Cavallo, comme Abbey Konowitch, Justin Fontaine et Jhon Linda, et la nomination de nouveaux A&R comme Mio Vukovic et Mike Daly. En mars 2013, Disney Music Group et Universal Music Group annoncent l'élargissement de leur relation avec un nouvel accord commercial et créatif qui permet aux artistes d'Hollywood Records de collaborer avec les producteurs et les auteurs-compositeurs d'Universal. Depuis 2013, Hollywood Records utilise également la marque DMG Nashville, pour se spécialiser dans la musique country. Le label de genre est fondé pour fournir des licences musicales à Bigger Picture Music Group. Après la fermeture de Bigger Picture en 2014, DMG Nashville sort son premier album studio ; Road Between de Lucy Hale.
Dès 2020, Hollywood Records publie une série d'EP sous le nom de Music for the Movement, avec des chansons de justice sociale et de protestation,.

## Hollywood Basic

Logo de Hollywood Basic.

Hollywood Basic est l'éphémère filiale hip-hop d'Hollywood Records, dirigée par Dave Funkenklein, qui a existé de 1990 à 1995, et qui n'a pas survécu à la transition de la distribution de sa maison mère vers PolyGram Records, et tous ses enregistrements ont été supprimés, à l'exception de ceux d'Organized Konfusion, qui ont été repoussés dans le cadre du nouvel accord. C'est le premier label à enregistrer DJ Shadow, en publiant son titre Lesson 4 (une référence à Double Dee et Steinski) en face B d'un single de 1991 du Lifers Group, un groupe de hip-hop composé de prisonniers de la prison d'État de l'East Jersey]à Rahway, dans le New Jersey. Il a également publié Shadow's Legitimate Mix en face B d'un single du groupe Zimbabwe Legit en 1992. La sortie la plus médiatisée devait être BASIC Queen Bootlegs, une compilation de 10 titres de remixes et de réinterprétations hip-hop de morceaux du groupe de rock Queen, avec des noms de la liste et des invités tels que Ice Cube. Bien que le BASIC Beats Sampler ait confirmé sa date de sortie pour avril 1992, l'album n'est pas commercialisé, bien qu'il ait depuis fuité en ligne. D'autres sorties notables sont à mettre à l'actif d'Organized Konfusion : son deuxième album, Stress : The Extinction Agenda (1994), est largement acclamé.
Le label a également accueilli Charizma et Peanut Butter Wolf, bien qu'à la suite de la mort par balle de Charizma en 1993, la musique enregistrée par le duo pour le label n'ait pas été publiée. Cette situation incitera plus tard Peanut Butter Wolf à fonder Stones Throw Records afin de rendre cette musique disponible. Parmi les artistes inscrits sur la liste d'Hollywood BASIC, on trouve Charizma et Peanut Butter Wolf, Lifers' Group, Organized Konfusion, Raw Fusion, Hi-C, et Zimbabwe Legit.

## Distribution
Le label Hollywood Records ne distribue pas lui-même ses productions, tout comme sa maison-mère le Disney Music Group. Il a signé plusieurs accords de représentation à l'international avec Universal Music Group, en Russie avec Warner Music Group, et au Japon avec Avex Music Creative.

## Artistes

### Artistes actuels
- Queen (seulement en Amérique du Nord, 1991-)
- Breaking Benjamin (2002-)
- Grace Potter and the Nocturnals (en) (2004-)
- Demi Lovato (co-produite avec Island Records et Safehouse, 2008-2020 )
- ZZ Ward (en) (2012-)
- Zendaya (co-produite avec Republic Records, 2015-)
- R5 (2012-)
- Bea Miller (co-produite avec Syco Music, 2013-)
- Cole Plante (en) (2014-)
- Joywave (en) (co-produit avec Cultco, 2014-)
- Sabrina Carpenter (2014-2021)
- Olivia Holt (2014-)
- Zella Day (co-produite avec Pinetop, 2015-)
- Jordan Fisher (2015-)
- Sofia Carson (co-produite avec Republic Records, 2015-)
- Martina Stoessel (2015-)
- Jorge Blanco (2015-)
- Forever in Your Mind (en) (2015-)
- BOBI (2015-)
- Alex Maxwell (2016-)
- Shawn Hook (en) (2017-)
- Ocean Park Standoff (en) (2017-)
- New Hope Club (2017-)
- In Real Life (2017-)
- Shalisa (2018-)

### Anciens artistes
- 3rd Strike (en) (1995-2010, dissous)
- Aly & AJ (2004-2010, temporairement appelé 78violet, maintenant indépendant, active)
- Atreyu (2007—2009, actif)
- Allstar Weekend (2009-2012, maintenant chez Diggit Records, en pause)
- Anna Margaret (2009-2010, puis chez Walt Disney Records, en pause)
- Bella Thorne (2013-2014, maintenant indépendante)
- Bridgit Mendler (2011-2013, maintenant chez Universal Music Group, active)
- The Cheetah Girls (2005-2008, version non-fictive du groupe, dissous)
- Corbin Bleu (2006—2009, carrière musicale arrêtée)
- Lucy Hale (2012-2013, carrière musicale en pause)
- Miley Cyrus (2007-2013, maintenant chez RCA Records, active)
- Marié Digby (2008-2013, actuellement sans label, active)
- Hilary Duff (2002-2018, maintenant chez RCA Records, active)
- Evans Blue (2005-2008, co-produit avec Pocket Recordings, actuellement chez EMI Group, actif)
- Selena Gomez and the Scene (2008-2012, dissous)
- Selena Gomez (2012-2015, maintenant chez Interscope Records, active)
- Vanessa Hudgens (2006-2009, actuellement sans label, carrière musicale en pause)
- Indigo Girls (2006-2007, maintenant chez IG Recordings et Vanguard Records, active)
- Jesse McCartney (2003-2012, maintenant chez Eight0Eight Records, actif)
- Jonas Brothers (2005-2012, puis chez Jonas Records et Universal Music Group, maintenant chez Republic Records actifs)
- Joe Jonas (2011-2012, actuellement sans label, carrière musicale solo arrêtée, active avec le groupe DNCE chez Republic Records)
- Nick Jonas & the Administration (en) (2009-2012, dissous)
- Hayden Panettiere (2006, album jamais sorti, carrière musicale solo arrêtée)
- Plain White T's (2006-2014, maintenant chez Fearless Records, actif)
- Jordan Pruitt (2006-2011, puis chez Jonas Records, actuellement sans label, active)
- Raven-Symoné (2004-2009, actuellement sans label, carrière musicale en pause)

## Bandes-originales
Quelques exemples de films et séries dont les bandes-originales ont été publiées par Hollywood Records :
- Agent Carter
- Ant-Man
- Austin Powers
- Avengers
- Captain America
- College Rock Stars
- Confessions d'une accro du shopping
- Daredevil (la série)
- Desperate Housewives
- Galavant
- Grey's Anatomy
- H2G2 : Le Guide du voyageur galactique
- Iron Fist
- Iron Man
- Jessica Jones
- Lara Croft : Tomb Raider, le berceau de la vie
- Love, Victor
- Le Secret de Terabithia
- Les Gardiens de la Galaxie
- Luke Cage
- Marvel : Les Agents du SHIELD
- Murder
- Once Upon a Time
- Save the Last Dance
- Scandal
- Scrubs
- Shadowhunters
- Sister Act
- Sleepy Hollow (le film)
- Thor